# Abbaye Notre-Dame-de-Sion de Diepenveen

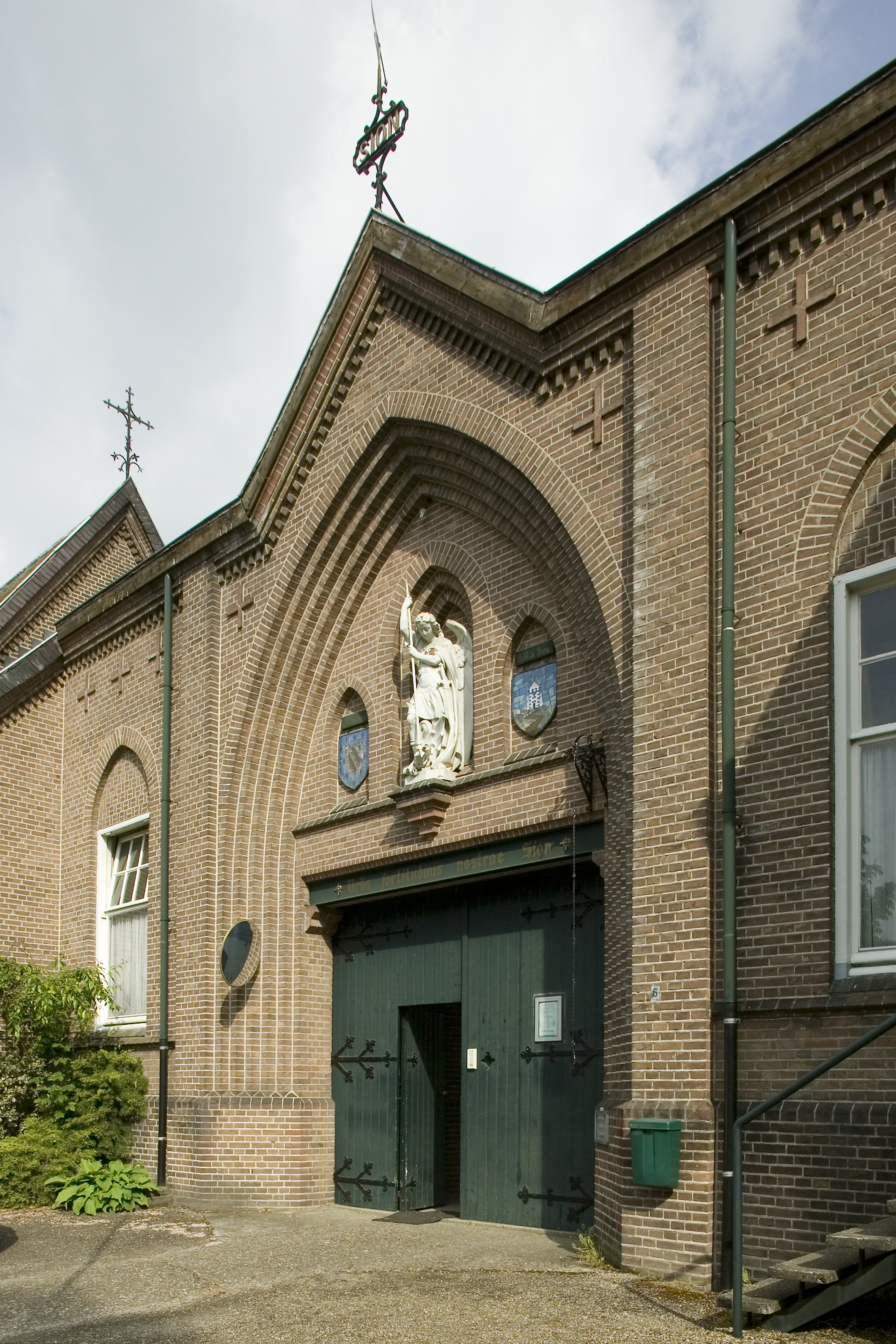
Entrée de l'abbaye.

L'abbaye Notre-Dame-de-Sion de Diepenveen (abdij Sion ; abbatia Beatae Mariae de Sion) est une ancienne abbaye cistercienne de trappistes fondée en 1883 et fermée en 2015. Elle est située dans le diocèse d'Utrecht aux Pays-Bas, et dans le petit village de Diepenveen dépendant de Wesepe. C'est un monument inscrit au patrimoine architectural.

## Histoire
Un groupe de moines originaires de l'abbaye Notre-Dame de Saint-Benoît d'Achel en Belgique fonde Sion en 1883. Le premier lieu choisi est un domaine agricole à Friesjwick près de Deventer qui est placé sous le vocable de Notre-Dame-du-Sacré-Cœur. La communauté déménage à Diepenveen en 1890. Son domaine agricole est de 58 hectares et les moines élèvent du bétail. Le complexe monastique est construit en briques dans le style néo-gothique par Gerard te Riele. La fondation obtient le statut d'abbaye en 1935. Il y a alors plus d'une centaine de moines.
En 2013, il n'y a plus que douze moines. En 2015, il ne reste que huit moines dont trois âgés de plus de quatre-vingts ans. L'abbé général donne son accord pour la vente de l'abbaye et l'achat d'un terrain pour construire le nouveau monastère de Sion dans l'île de Schiermonnikoog, en Frise occidentale, où cinq moines sont appelés à poursuivre la prière, sous la houlette du P. Alberic Bruschke, tandis que les trois plus âgés rejoignent l'abbaye Notre-Dame du Sacré-Cœur de Westmalle. Le projet devrait commencer en 2019, dans l'espoir de nouvelles vocations. Cette île du nord du pays porte le nom d'« île des moines gris », car les cisterciens de Claircamp y avaient il y a cinq cents ans une « grange » pour les convers qui y cultivaient la terre.
Le film documentaire d'Anne-Christine Girardot L'Île des moines datant de 2015 relate la fermeture de l'abbaye et le nouveau projet de Schiermonnikoog. Il a été diffusé en mars 2019 sur la chaîne KTO.

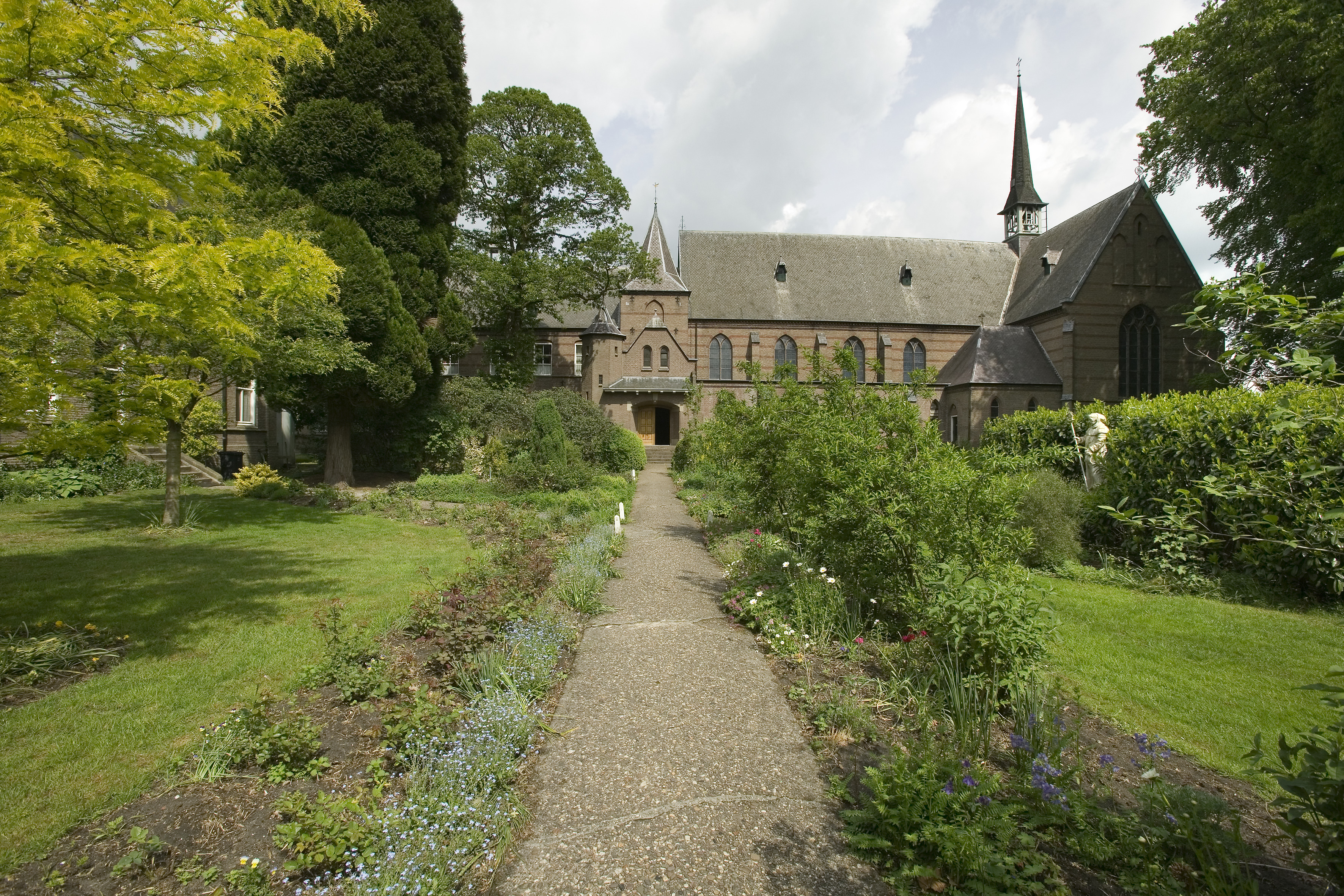
Le jardin de l'abbaye
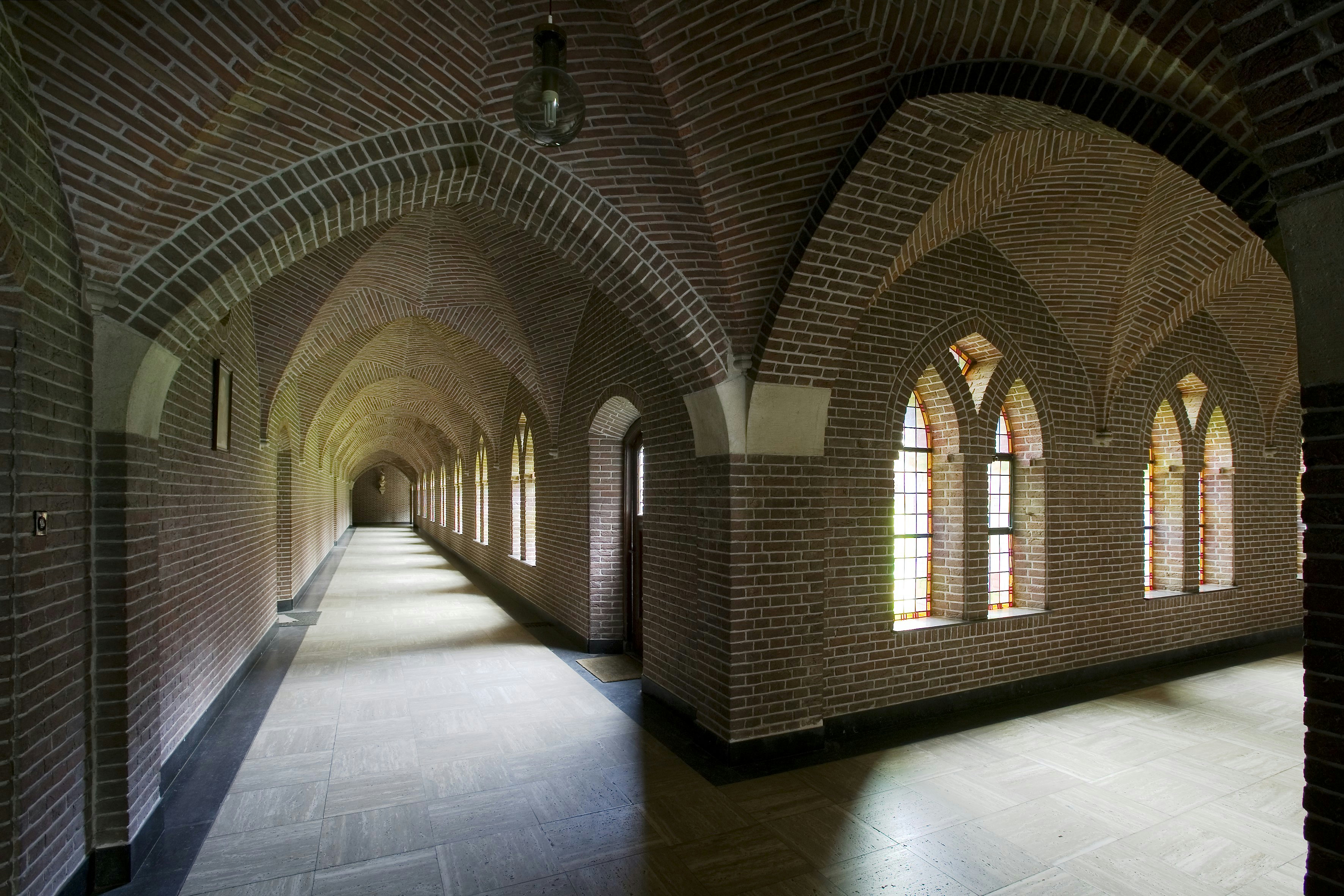
Vue du cloître